# Eurotopics

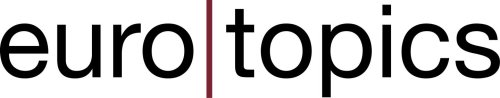
Logo de eurotopics.

Eurotopics (o euro|topics) es una plataforma en línea sobre temas europeos editada por la Agencia Federal para la Educación Política (bpb) de Alemania en la que se exponen debates europeos sobre temas políticos, sociales y culturales. Con esta labor se pretende contribuir a la opinión pública europea. Es un proyecto sin ánimo de lucro.
Su parte principal consta de una revista de prensa diaria que recoge artículos de opinión de 30 países europeos (UE, más Reino Unido, Suiza, Rusia, Ucrania y Turquía) y se encuentra actualmente disponible en alemán, inglés, francés, turco y ruso. La revista de prensa nació de una concepción de la Agencia Federal para la Educación Política. Desde mayo de 2008 la Red de Información sobre Europa del Este (n-ost) (Berlín) produce la oferta de Eurotopics.